# فیلیپ گلاسر
فیلیپ گلاسر (انگلیسی: Phillip Glasser؛ زادهٔ ۴ اکتبر ۱۹۷۸) یک هنرپیشه، صدا پیشه و تهیه‌کننده اهل کشور ایالات متحده آمریکا است. از جمله فیلم‌هایی که وی بازی کرده می‌توان پیشتازان فضا: شورش را نام برد.